# Batyskaf Trieste

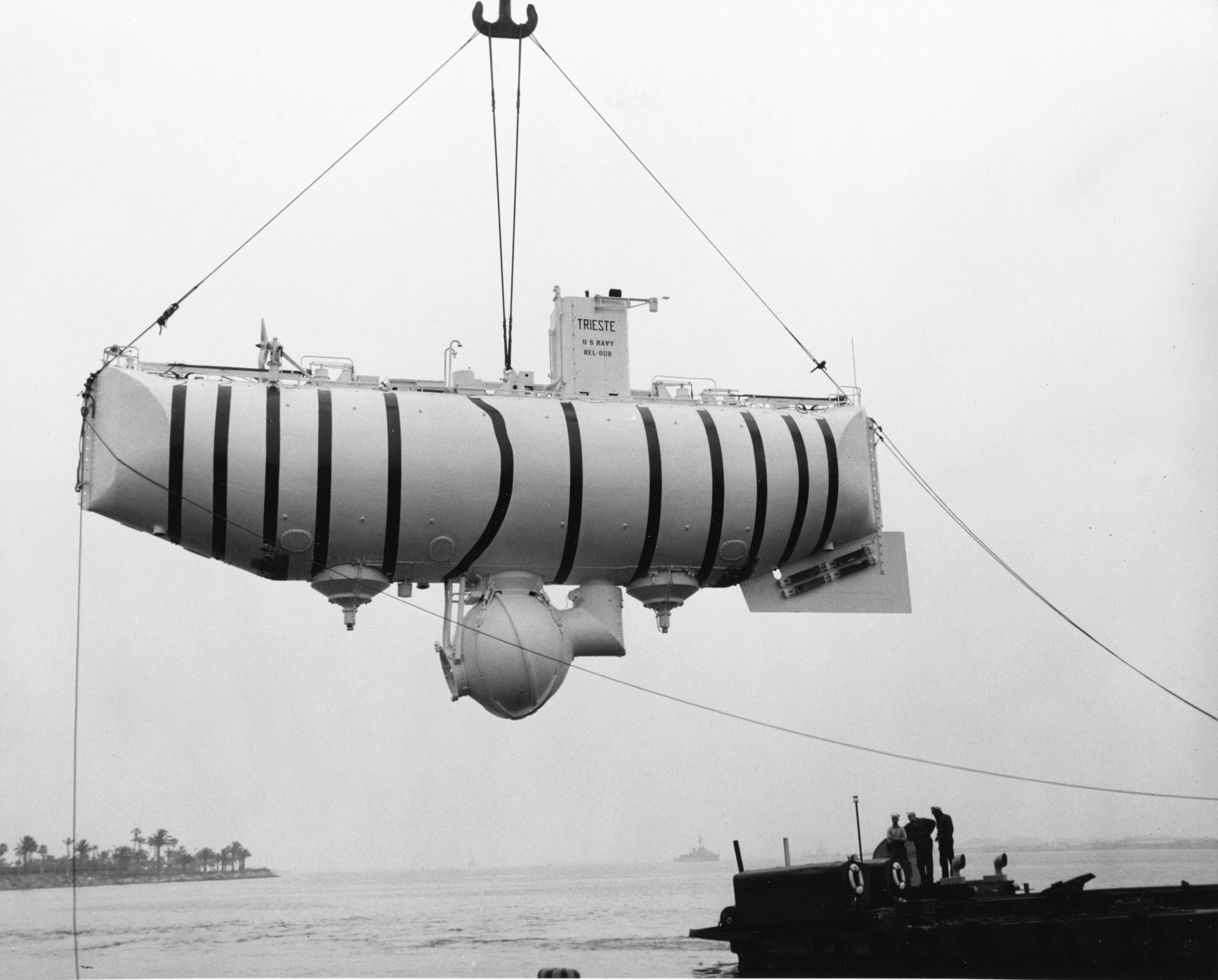
Batyskaf Trieste

Batyskaf Trieste byl speciálním podmořským plavidlem určeným pro ponor do velkých hloubek. Byl postaven v roce 1953 podle návrhu švýcarského vynálezce batyskafu Augusta Piccarda. Po mnoha desítkách ponorů s ním 23. ledna 1960 Jacques Piccard (syn Augusta Piccarda) a důstojník US Navy Don Walsh dosáhli rekordní hloubky 10 917 m při potopení na dno Marianského příkopu.

## Vzhled batyskafu

Schema konstrukce batyskafu

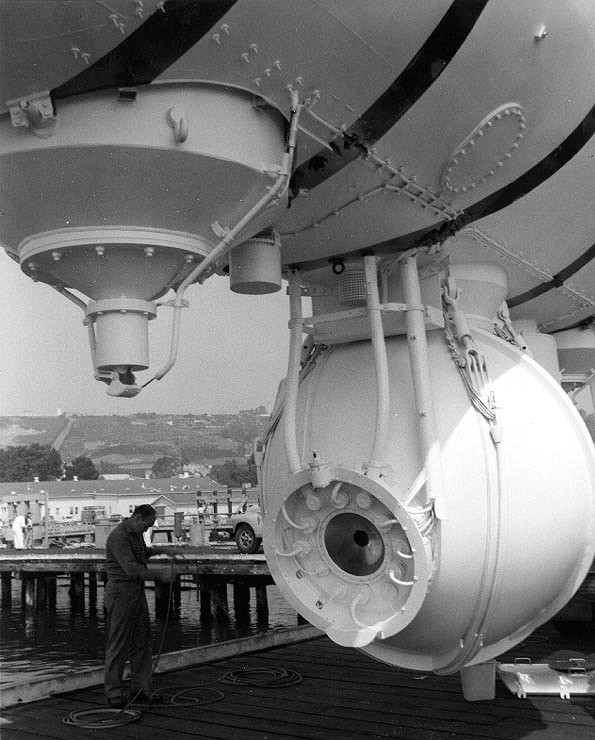
Uzávěr kulové kabiny s násypkou pro zátěž (vlevo)

Batyskaf Trieste byl navržen švýcarským vědcem Augustem Piccardem a postaven v Itálii. Na základě zkušeností byl postupně upravován a přestavován, takže se měnily i jeho technické parametry, i když základní koncepce zůstávala zachována.
Původní batyskaf Trieste byl postaven pro ponor do hloubek kolem 6 km s tím, že koeficient bezpečnosti byl stanoven na 4.
Skládal se z plováku naplněného benzínem pro vztlak a na něm zavěšené tlakové koule. Toto uspořádání (nazvané Piccardem "batyskaf") dovolovalo volné ponoření lépe než předchozí uspořádání batysféry, při kterém byla tlaková koule spuštěna do hloubky a vyzvednuta zpět na loď lanem. V době projektu Nekton byl Trieste více než 15 m dlouhý, většinu objemu zabíraly komory o objemu 85 m3 naplněné benzínem a vodní zátěžové nádrže nacházející se na koncích lodi. Přepážky mezi komorami byly pro lepší orientaci zvenku označeny černými pruhy. To umožnilo při přepravě správně umístit opěry.
Vpředu a vzadu na plováku byly jímky se zátěží 9 tun železných broků. Zátěž byla ovládána elektricky z kabiny. Uzávěr fungoval na elektromagnetickém principu: pokud protékal proud cívkami u uzávěru, zmagnetizované broky uzavřely otvor. Při přerušení proudu se broky sypaly z jímky. To bylo i bezpečnostní opatření - při přerušení proudu by se batyskaf automaticky odlehčil a vyplaval na hladinu.

## Gondola
Na batyskafu Trieste byly postupně nainstalovány dvě gondoly. Původní z roku 1953 byla v roce 1958 nahrazena novou, určenou pro hlubší ponory. Původní gondola se pak stala součástí batyskafu Trieste II.
Přístup do gondoly byl z paluby lodi svislou šachtou, která prostupovala plovák a vedla dolů ke vstupnímu poklopu. Šachta byla před ponorem zaplavena vodou, po vynoření byla voda vytlačena stlačeným vzduchem z kabiny nebo z doprovodné lodi.
Tlaková koule se skládala ze dvou sekcí vyrobených firmou Acciaierie Terni. Plovák byl vyroben firmou Cantieri Riuniti dell'Adriatico v Terstu (italsky Trieste). Odtud také pochází název plavidla. Koule byla nainstalována v Cantiere navale di Castellammare di Stabia nedaleko Neapole. První ponoření proběhlo 26. srpna 1953 ve Středozemním moři blízko ostrova Capri. Tvar batyskafu byl založen na předchozích zkušenostech s batyskafem FNRS-2 navrženým také Piccardem. Po několika letech využívání ve Středozemním moři byl v roce 1958 Trieste zakoupen americkým námořnictvem za 250 000 amerických dolarů.
Aby kabina vydržela tlak 110 MPa, měla 12,7 cm tlusté stěny (mohla odolat mnohem většímu tlaku, než byl zvenčí působící tlak při ponoření v Marianském příkopu), které byly zesíleny kolem vstupních otvorů, průchodek a oken. Poskytovala prostor pouze pro dvě osoby a vážila 13 tun na souši a 7,5 tuny ve vodě. Byl zde uzavřený vzduchový okruh – kyslík byl poskytován z tlakových lahví a oxid uhličitý byl odebírán při průchodu vzduchu nádobami s natronovým vápnem (směs hydroxidu sodného a vápenatého). Podobný okruh se používal v dýchacích přístrojích už od 19. století a nachází se i v moderních kosmických lodích a skafandrech.
Energii poskytovaly akumulátorové baterie. Hlavní akumulátor byl umístěn vně kabiny. Byl zalit izolačním olejem těžším než voda, takže nebylo třeba jej chránit proti tlaku a voda do něj nemohla vniknout.
Pozorování okolí plavidla bylo prováděno přímo oknem. Byl to kuželovitý blok plexiskla, jediné tehdy známé průhledné látky, která by odolala působícímu tlaku. Vnější osvětlení poskytovaly žárovky z křemenného skla, které byly schopny odolat tlaku bez jakéhokoli uzpůsobení.
Po přemístění do námořní elektrotechnické laboratoře v San Diegu bylo plavidlo značně upraveno a pak použito v řadě testů při hloubkových ponorech v Tichém oceánu. Loď provedla přes 60 ponorů.
5. října 1959 se Trieste zúčastnil na nákladní lodi Santa Maria projektu Nekton, což byla řada hlubokých ponorů do Marianského příkopu.

## Ponor v Marianském příkopu

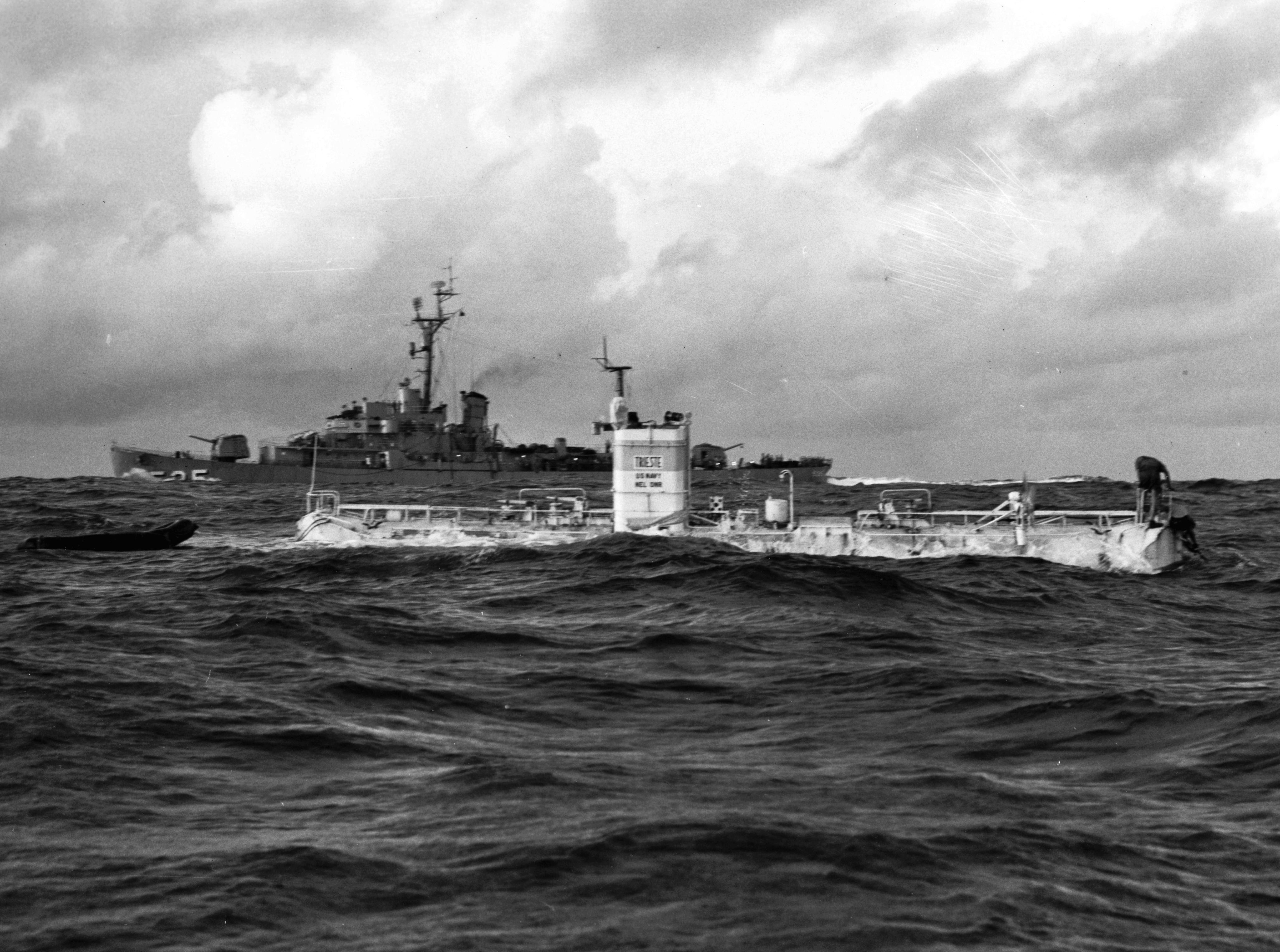
Batyskaf Trieste těsně před rekordním ponorem 23. ledna 1960

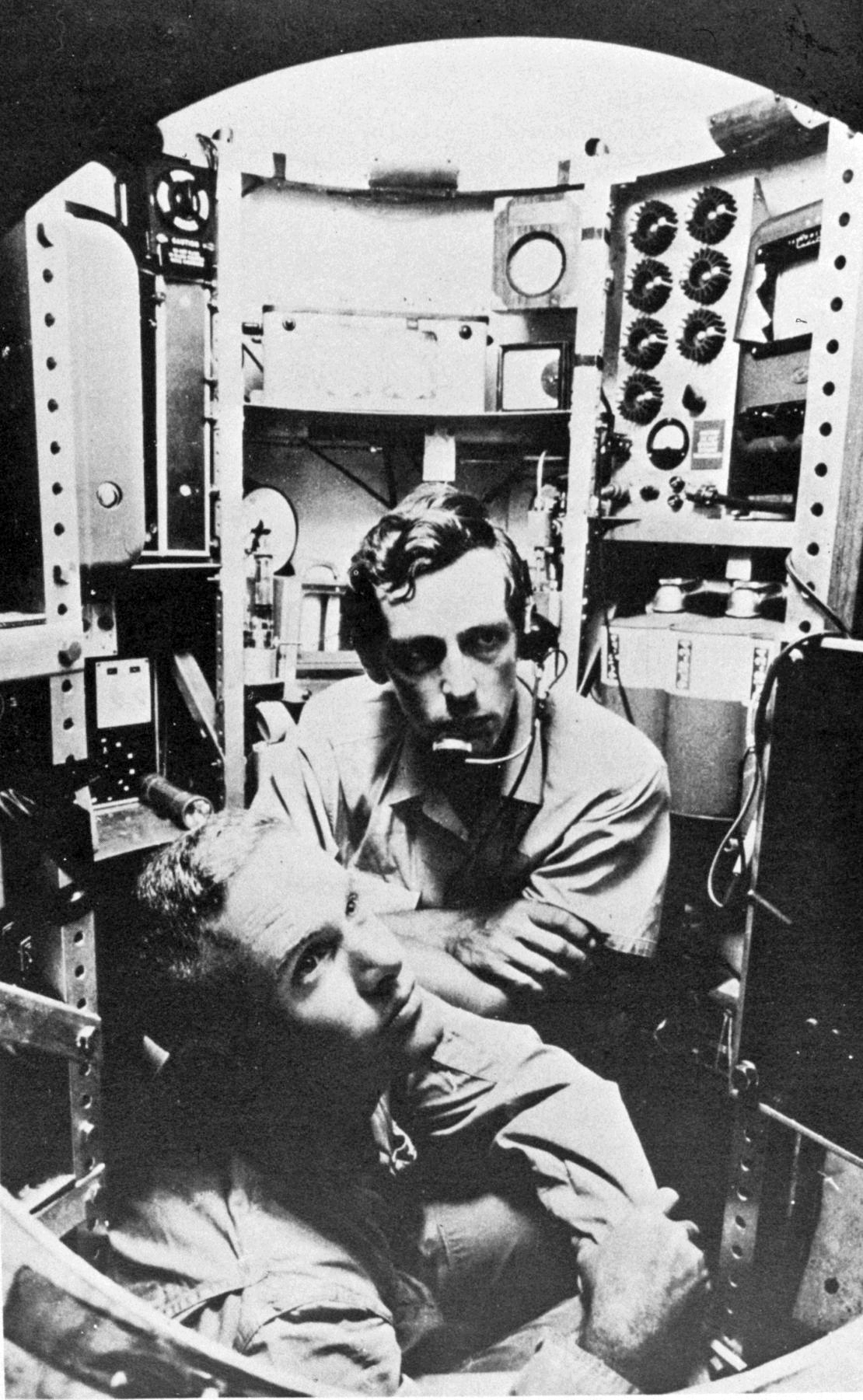
Don Walsh a Jacques Piccard uvnitř batyskafu Trieste

23. ledna 1960 dospěl Trieste k oceánskému dnu v Challenger Deep (nejhlubší části Marianského příkopu). Na palubě se nacházel Jacques Piccard (syn Augusta Piccarda) a poručík Don Walsh z USN. Údaje na palubní desce ukazovaly hloubku 11 521 m, později byl tento údaj opraven na 10 916 m. Přesnější měření z roku 1995 ukázala, že oceánské dno v Challenger Deep se nachází v hloubce 10 911 m. Sestup batyskafu trval 4 hodiny a 48 minut. V hloubce 9 000 metrů jedno z vnějších plexisklových oken prasklo a celá loď se otřásala. Jacques Piccard a Don Walsh strávili asi dvacet minut na oceánském dně. Teplota v kabině byla pouhých 7 °C. V této hloubce neočekávaně získali znovu možnost spojit se s lodí na hladině (US Wandank II ATA-204). Pro spojení bylo použito hydrofonu. Zpráva z batyskafu putovala k hladině rychlostí zvuku asi 7 sekund a dalších 7 sekund trvalo, než přišla odpověď.
Na dně pozoroval Piccard a Walsh mořské jazyky a platýze, což jako objev, že obratlovci mohou žít i v této hloubce, vyvolalo senzaci, nicméně později bylo zpochybněno. Dno tvořilo "rozsivkové bahno", které bylo zvířeno dosednutím a během krátké doby pobytu se nestihlo usadit. Walsh později také uznal, že mohlo jít o omyl, protože ani jeden nebyl odborníkem na mořskou biologii. Vzhledem k tomu, že žádné ryby nežijí hlouběji než 8500 m, šlo pravděpodobně o sumýše, kteří byli v těchto hloubkách potvrzeni.
Výstup k hladině trval 3 hodiny 15 minut.

## Další výzkum Marianského příkopu
Od 23. ledna 1960 trvalo 52 let, než se do této hloubky v Challenger Deep vrátilo plavidlo s lidskou posádkou. V roce 1995 navštívilo toto dno japonské robotické plavidlo Kaiko. Toto plavidlo, které ve své době jako jediné na světě bylo schopno tak hlubokých ponorů, se však v roce 2003 ztratilo v moři.
Třetím člověkem, který navštívil nejhlubší místo na Zemi, se stal americký režisér a amatérský oceánograf James Cameron, který Marianský příkop navštívil 26. března 2012 v batyskafu Deepsea Challenger a dosáhl hloubky 10 898 m. Jeho cílem bylo kromě průzkumu také natočení unikátních záběrů pro jeho další dokumentární i hrané filmy.